# بوبي براون (متزحلق حر)
بوبي براون (بالإنجليزية: Bobby Brown)‏ هو متزحلق حر أمريكي، ولد في 5 يونيو 1991 في دنفر في الولايات المتحدة.

## وصلات خارجية
- بوبي براون على موقع الاتحاد الدولي للتزلج (التزلج الحر) (الإنجليزية)
- بوبي براون على موقع اللجنة الأولمبية الدولية (الإنجليزية)
- بوبي براون على موقع أوليمبيديا (الإنجليزية)
- بوبي براون على موقع ألعاب إكس (مؤرشف) (الإنجليزية)